# ヨンシエブ
ヨンシエブ（モンゴル語: Юншээбүү Yöngshiyebü、中国語: 永謝布、英語: Yngsiyeb）とは15世紀〜16世紀に活躍したモンゴルの一部族。15世紀中頃にアスト部やハラチン部を傘下に置いて強勢となり、ダヤン・ハーンの六トゥメン(六万戸)の一つに数えられた。

## 名称
岡田英弘は「ヨンシエブ」の語源が元代の「永昌府」であるとし、ヨンシエブ部は永昌府に拠ったコデン・ウルスの末裔であるとした。一方、中国の学者は「雲需府」がヨンシエブの語源であるとの説を出している。

## 歴史

### オイラト支配時代
歴史書に初めて記されるヨンシエブ部の人物はエセン・タイシの時代のエセン・サマイ、ボケ・スルスンらである。『アルタン・トブチ』によると、エセンが女直遠征を行っていた頃、エセン・サマイが明朝皇帝(英宗)を捕らえる夢を見た。これをエセンに伝えたところ、エセンはもし本当に明朝皇帝を捕らえることがあればエセン・サマイにこれを与えようと約束した。後にエセンが明朝に侵攻し英宗を捕らえると約定通り英宗はエセン・サマイに与えられたが、エセンは自分がモンゴルに戻るまで明朝皇帝を捕らえた事を口外するなと言いつけた。しかし、エセンが家に帰ると母がこのことを知っており、ヨンシエブのボケ・スルスンが情報を漏らしたことを知ったエセンはボケ・スルスンを殺して木に吊した。この残虐な行為によってモンゴル(韃靼)の民の多くがエセンを見限ったという。
英宗を預かり監視していたのは『蒙古源流』ではアストのアリマン丞相、漢文史料ではバヤン・テムル(伯顔帖木児)とされるが、後述するようにアスト部とヨンシエブ部とは混同されることが多かったこと、その妻の名前アハダライ・アガ(阿撻剌阿哈)の名前が一致することなどから同一人物と見られる。後にハーンを称したエセンは部下のアラク・テムル丞相の反逆に遭い、身一つで逃れた先で飢えに苦しんでとある家を訪れた。その家の主はボケ・スルスンの未亡人で、馬乳酒を差し出したものの、相手が夫の敵であることを見抜き、後にこれを知らされたボケ・スルスンの息子バグ(ブフン)によってエセンは殺された。エセンが逃亡先で一婦人に食料を乞い、後にその家の者によって殺されたことは明朝の漢人の下にも伝わっており、当時より広く知られていた。

### ムスリム諸侯の時代
エセンの死後、オイラト帝国は瓦解しモンゴリアは混乱状態に陥ったが、やがてハラチン部のボライ太師やオンリュート部のモーリハイ王といった人物が一時的に有力となった。しかしこれらの有力者が権力闘争で殺された頃、コムル近辺に居住していたベグ・アルスランがメクリン部を率いて南モンゴルに進出し、モンゴリア最大の勢力となった。ベグ・アルスランはオルドス地方の有力者オロチュを打倒して旧ボライ配下の勢力も吸収し、この頃ハラチン部・アスト部を含む「大ヨンシエブ」が形成されたと見られる。ベグ・アルスランはマンドゥールン・ハーンを擁立することでモンゴリアの実権を握っていたが、やがてマンドゥールン・ハーンと対立してこれを廃そうとしたため、モンゴルジン＝トゥメト部のトゥルゲンと組んだ「族弟」のイスマイルによって殺された。
イスマイルはかつてマンドゥールン・ハーンの治世にボルフ・ジノンを陥れて攻撃し、その妻シキル・ハトンを奪って自らの妻とし、ボルフ・ジノンとシキル・ハトンの息子バト・モンケ(後のダヤン・ハーン)を手元に置いていた。その後、ボルフ・ジノンはヨンシエブのケリュー、チャガーン、テムル、モンケ、ハラ・バダイらによって殺されてしまい、後世ボルフ・ジノンの殺害は「ヨンシエブの罪科」と評されている。マンドゥールン・ハーンが亡くなると、イスマイルはボルフ・ジノンの息子で義子のバト・モンケを擁立し、自らは太師(タイシ)と称してモンゴリアの実権を握っていたが、やがてダヤン・ハーンとも対立するようになった。ダヤン・ハーンの攻撃を受けたイスマイルは西方コムル方面に逃れ、現地でケシク・オロク率いるオイラト部族連合と組んだものの、遂にはダヤン・ハーンの追討軍によって殺された。一説にはこの戦いを通じて「ヨンシエブ」と「ハラチン」「アスト」が分割されたとも言う。
イスマイル・タイシの死後、「大ヨンシエブ」はやはり西方出身で、エセンの孫とも言われるイブラヒムが受け継いだ。イブラヒムはダヤン・ハーンの自身の息子に各部族を率いさせようとする政策に不満を感じ、オルドス部のマンドライ・アカラクと手を組み、ダヤン・ハーンより派遣されてきたその次子ウルス・ボラトを殺害してダヤン・ハーンに反旗を翻した。これを受けてダヤン・ハーンは大軍を招集し、ダラン・テリグンの戦いによってイブラヒム・マンドライの連合軍を撃破した。大打撃を被ったイブラヒムは青海に逃れ、残されたヨンシエブ部の部衆は完全にダヤン・ハーンの統制下に置かれた。この戦いを通じてダヤン・ハーンに敵対的な異姓諸侯の多くは姿を消し、いわゆる「ダヤン・ハーンの六トゥメン(左翼のチャハル・ハルハ・ウリヤンハン、右翼のオルドス・トゥメト・ヨンシエブ)」という体制が定まった。

### ボルジギン氏の支配
ダヤン・ハーンはダラン・テリグンの戦いの後、自身の息子達を配下の諸部族に分封していったが、かつての「大ヨンシエブ」は「アストとヨンシエブ」と「七オトク・ハラチン」に分けられて、前者をダヤン・ハーンの第八子アル・ボラトが領有し、後者を第三子バルス・ボラトの四男バイスハルが領有した。しかし、アル・ボラトの二人の子供、アジュとシラが仲違いして殺し合ったため、ヨンシエブとアストはバイスハルの末弟ボディダラが領有することとなり、以後ヨンシエブ部はボディダラの子孫に受け継がれた。ボディダラの長子で、ヨンシエブ首長の座を継いだエンケダラ・ダイチン・タイジは明朝よりヨンシエブ・ダイチン・タイジ(永邵卜大成台吉)として知られていた。

## 構成部族
- アスト（Asud、阿速）…カフカース地方のオセット人を祖とする集団
- ハラチン（Qaračin、哈剌嗔）…キプチャク草原のキプチャク人を祖とする集団
- シルスド（Sirsud、舎郎奴[13]）…『アルタン・トプチ (ロブサンダンジン)』はアスト、ハラチン、シルスドの3部を「ホーチン・ハラチン(旧ハラチン)」と呼称する
- ブリヤート（Buriyad、孛来）…「ヨンシエブのブリヤートのジルグガタイ・メルゲン」がウルス・ボラトをジノンに推戴することを申し出たことが記録されている
- タンラカル（Tanglakhar、当剌罕児）…「タンラカルのテムル・ハダク」とその妻サイハイがエキノコックスに感染したバト・モンケを保護し癒やしたことが記録されている
- シバグチン（Shibaghučin、失保嗔）…モンゴル語で「鷹匠」を意味し、元朝時代の「昔宝赤」官に由来する
- バルグ（Barghu、叭児廒）…本来はバイカル湖湖畔に居住するバルグト族の一派
- コンゴタン（Qongγotan、荒花且）…オロナウル部に属するコンゴタン族と関連があると見られる
- ヌムチン（Nümüčin、奴母嗔）…モンゴル語で「弓手」「弓匠」を意味する
- タブン・アイマグ（Tabun Aimaγ、塔不乃麻）…元朝時代の「五投下」との関連性が指摘されている

## 歴代首長

### 異姓貴族
1. エセン・サマイ
2. ベグ・アルスラン・タイシ(癿加思蘭)
3. イスマイル・タイシ（亦思馬因）
4. イブラヒム・タイシ（亦不剌）

### ボルジギン氏
1. アル・ボラト（那力不頼台吉）…ダヤン・ハーンの第八子
2. ボディダラ・オトハン・タイジ（我托漢卜只剌台吉）…バルス・ボラトの子供、アルタン・ハーンの弟
3. エンケダラ・ダイチン・タイジ（恩克跌児歹成台吉／永邵卜大成台吉）…ボディダラの息子
4. エンケ・セチェン・ノヤン（恩克七慶台吉／隠克台吉）…エンケダラの息子

## 参考資料
- 井上治『ホトクタイ＝セチェン＝ホンタイジの研究』風間書房、2002年
- 岡田英弘訳注『蒙古源流』刀水書房、2004年
- 岡田英弘『モンゴル帝国から大清帝国へ』藤原書店、2010年
- 森川哲雄「チャハル・八オトクとその分封について」『東洋学報』58巻、1976年
- 吉田順一『アルタン・ハーン伝訳注』風間書房、1998年
- 和田清『東亜史研究(蒙古篇)』東洋文庫、1959年
- 薄音湖「関于永謝布」『内蒙古大学学報』第1期、1986年